# Serguei Kadatski
Serguei Kadatski va ser un ciclista soviètic. Del seu palmarès destaca la medalla Campionat del Món de contrarellotge per equips de 1981.

## Palmarès
- 1981
  -  Campió de la Unió Soviètica en parelles (amb Viatxeslav Dedenov)
  -  Campió de la Unió Soviètica en contrarellotge per equips
  - Vencedor d'una etapa al Clásico RCN
  - Vencedor d'una etapa al Giro de les Regions